# نيك فيوتتش
نيكولاس جيمس فيوتتش (بالإنجليزية: Nicholas James Vujicic)‏ أو نيك فيوتتش (مواليد 4 ديسمبر، 1982) هو مبشر مسيحى ومحاضر متنقّل ومؤسس منظمة الحياة بدون أطراف. ولد نيك وهو يعاني من متلازمة نقص الأطراف الأربعة، وهي متلازمة نادرة الوجود يعاني المصاب فيها من فقدان الأذرع والأرجل كافّة، عاش حياته كطفل عُرضة للسخرية لمن حوله، مما أدى إلى اصابته بالإحباط وتعرضه لحاله نفسية سيئة في بداية مراحل حياته وتفكيره بالانتحار، لكنّه في نهاية المطاف آمن بحتميّة تعايشه مع اعاقته.
في سن 17 عام أسسّ منظمته غير الربحية «الحياة بدون أطراف» وقدم من خلالها الخطابات في أماكن مختلفة من العالم دعا فيها إلى التعايش مع الإعاقة وبث الأمل في النفس والعيش بإيجابية بعيداً عن الإحباط واليأس، وكان يضرب نفسه كمثال أثناء خطاباته ليثبت للناس قدرتهم على فعل المستحيل.

## الخلفية والحياة الشخصية
هو الابن الأكبر لعائلة صربية الأصل، ولد عام 1982 في بريزبان، أستراليا، ولد وهو مُشوّه خَلقياً وفاقداً كلا الذراعين والرجلين بشكل كامل، باستثناء قدم صغيرة ظاهره في اسفل جذعه.
مُنع نيك من الذهاب إلى المدرسة وذلك بسبب القانون الذي يمنع اصحاب الإعاقات من الالتحاق بالمدارس العامّة على الرغم من كونه سليم عقليّاً وليس مُصاباً بأي عيب عقلي. لاحقاً، تمكن نيك من الالتحاق بالمدرسة وأصبح من أوائل الاشخاص الذي طُبّق عليهم القانون الجديد بالسماح للمصابين بتشوهات خلقية بالالتحاق بالمدرسة وذلك حسب قانون ولاية كاليفورنيا.
وقد تعرض إلى حالات من الإحباط والاكتئاب والوحدة والخوف خلال فترة صغره حيث كان يطرح على نفسه الاسئلة التالية: لماذا هو مختلف عن بقية الأطفال؟ ولماذا خُلق دون أرجل وبلا أيدي؟
مما أدى به إلى التفكير بالانتحار وهو في سن الثامنة، وفي سن عشر سنوات حاول أن يغرق نفسه لكنه تراجع عن قراره.
لكن نقطة تحول جرت في حياته ليتحول من مجرد إنسان مُعرض إلى اعاقة من الدرجة الأولى إلى إنسان مُفعم بالنشاط والإيمان بالقدرة البشرية مهما كانت الصعاب، وكان سبب ذلك الصبر والقوة هو ايمانه بالخالق ومساعدة عائلته واصدقائه وكل من حوله.
في 2012 تزوّج نيك من كانا مياهارا وأنجبا طفلين.

## مفتاح التحوّل
تحوّل مجرى حياة نيك من مجرد إنسان مُصاب بالإعاقة إلى إنسان قادر على التأثير بمن حوله، وكان مفتاح التحول حينها هو أن والدته عرضت عليه صورة لرجُل مصاب بعجز حاد وهو يتعامل مع اعاقته بسلاسة وصبر وتحمّل، مما أثار الدهشة في نفسه وبأنه ليس نادر الوجود وليس الإنسان الوحيد المُعرض لهذه الإعاقة محدودية الحركة.

## حياته بعد تعدي مرحلة الإحباط
بدأ نيك بتحدي اعاقته حيث تعلم الكتابة باستخدام اصابع قدمه الصغيرة الظاهرة في اسفل جذعه من الجهة اليسرى وتعلم استخدام الحاسوب والطباعة عليه وتعلم أيضاً رمي كرات التنس والعزف على الطبل «طبل الدوّاسات»، كما بدأ بالعناية بمظهره وكيفية الحلاقة وتصفيف الشعر والردّ على الهاتف وتنظيف الاسنان باستخدام الفرشاة كما تعلّم السباحة أيضاً.
وفي الصف السابع بدأ نيك بالتعاون مع زملاءه في المدرسة لتنظيم مخيمات بالتعاون مع الجمعيات الخيرية وحملات العجز والإعاقة، وفي سن السابعة عشرة تمكن من تأسيس منظمته الغير ربحية التي أطلق عليها اسم «الحياة بدون أطراف»

## حياته بعد المدرسة
انتقل نيك إلى مرحلة الدراسة الجامعية ليدرس المحاسبة والتخطيط المالي جامعة جريفيث في كوينزلاند، أستراليا، وفي عامه التاسع عشر بدأ نيك بتحقيق احلامه حيث بدأ بتشجيع والتأثير بمن حوله من خلال خطاباته المؤثرة وقناعته بأن الله اعطاه الأمل والحياة من جديد ويقول
«لقد عرفت الغرض من وجودي في هذه الحياة، كما عرفت سبب الحالة التي أنا عليها الآن من اعاقة، وهنالك دائما سبب لما أنت عليه الآن من سوء»
في عام 2005 رُشحّ نيك لجائزة «الشاب الأسترالي للعام» التي تحظى بشعبية واسعة في أستراليا، وترعى هذه الجائزة الشباب وتنقل نجاحاتهم إلى المجتمع المحلّي وتخضع هذه الجائزة إلى قوانين صارمة ليتم توجيها إلى أًناس مُلهمين حقّاً، وقد حظي نيك بدعم خاص من شركات ساعدته في تحقيق احلامه ودعمه على الصعيد الشخصي.

## حياته بعد الجامعة

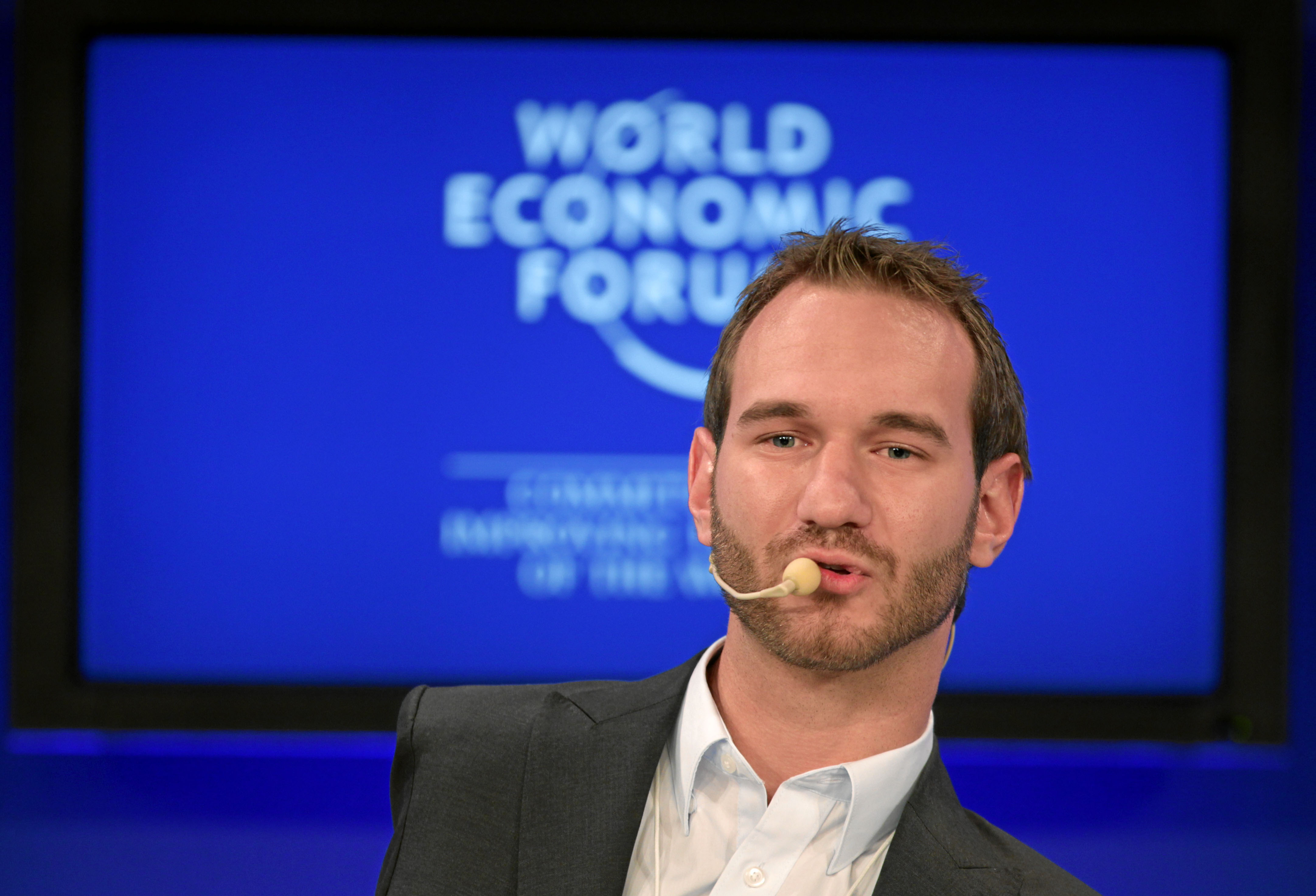
نيكولاس يتحدث في المنتدى الاقتصادي العالمي «دافوس» لعام 2011 في سويسرا.

تخرج نيك من جامعة جريفيث وهو في عمر 21 عام، وبعد ذلك أصبح متكلما ليؤثر ويحفز الناس، كما أصبح يتنقل في دول العالم ليتبنى قضايا المُراهقين ويتحدث عنها، وقد حظي باهتمام ومتابعة 3 ملايين شخص في 24 دولة في 5 قارات حول العالم.
بدأ نيك بنشر أعماله ومشاريعه بمساعدة الغير من خلال برامج التلفاز ومن خلال الكتابة، كما نشر كتابه الأوّل "Life Without Limits" في عام 2010، كما سوّق لأفلام وثائقية عن حياته الشخصية في المنزل في عام 2005، ومن ثم نشر الجزء الثاني للفيلم عن واحد من خطاباته المؤثرة في واحدة من الكنائس ومن ثم سوق لفيلم موجّه للشباب باسم «بدون أرجل، بدون يدين، بدون قلق.»
بدأ العمل في مجال الأفلام القصيرة بفيلم The Butterfly Circus، الحائز على جائزة Doorpost Film Project's عام [2009، وحصل الفلم على جوائز أخرى كما حصل نيك على جائزة أفضل ممثل أفلام قصيرة في ذلك العام. أصدر أغنية جديدة بصوته تسمّى Something More.

## روابط خارجية
- نيك فيوتتش على موقع IMDb (الإنجليزية)
- نيك فيوتتش على موقع ميوزك برينز (الإنجليزية)
- نيك فيوتتش على موقع قاعدة بيانات الفيلم (الإنجليزية)